# علیرضا کاظمی‌نژاد
علیرضا کاظمی‌نژاد (زاده ۷ فوریه ۱۹۹۴) وزنه‌بردار ایرانی است که در بازی‌های المپیک تابستانی جوانان ۲۰۱۰ موفق به کسب مدال مدال طلای فوق سنگین شد.
وی فرزند محمد رضا کاظمی نژاد قهرمان سابق آسیا و مربی و مدیر فنی تیمهای ملی و سرمربی تیم وزنه برداری لیگ برتری مناطق نفت خیز جنوب میباشد
وی پس از دوران قهرمانی به کشور اوکراین رفت برای ادامه تحصیل در رشته داروسازی که به شروع شدن جنگ روسیه و اوکراین به کشور بازگشت

## نتایج
| سال                   | مکان                | وزن                 | یک‌ضرب (کیلوگرم)     | یک‌ضرب (کیلوگرم)     | یک‌ضرب (کیلوگرم)     | یک‌ضرب (کیلوگرم)     | دوضرب (کیلوگرم)     | دوضرب (کیلوگرم)     | دوضرب (کیلوگرم)     | دوضرب (کیلوگرم)     | مجموع               | رتبه                |
| سال                   | مکان                | وزن                 | ۱                   | ۲                   | ۳                   | رتبه                | ۱                   | ۲                   | ۳                   | رتبه                | مجموع               | رتبه                |
| قهرمانی جوانان جهان   | قهرمانی جوانان جهان | قهرمانی جوانان جهان | قهرمانی جوانان جهان | قهرمانی جوانان جهان | قهرمانی جوانان جهان | قهرمانی جوانان جهان | قهرمانی جوانان جهان | قهرمانی جوانان جهان | قهرمانی جوانان جهان | قهرمانی جوانان جهان | قهرمانی جوانان جهان | قهرمانی جوانان جهان |
| --------------------- | ------------------- | ------------------- | ------------------- | ------------------- | ------------------- | ------------------- | ------------------- | ------------------- | ------------------- | ------------------- | ------------------- | ------------------- |
| ۲۰۱۱                  | پنانگ، مالزی        | +۱۰۵ کیلوگرم        | 163                 | 169                 | 172                 | 4                   | 200                 | 212                 | 217                 | 2                   | 386                 | 2                   |
| المپیک جوانان         |                     |                     |                     |                     |                     |                     |                     |                     |                     |                     |                     |                     |
| ۲۰۱۰                  | سنگاپور، سنگاپور    | +۹۴ کیلوگرم         | 148                 | 155                 | 160                 | 2                   | 190                 | 196                 | --                  | 1                   | 351                 | 1                   |
| قهرمانی نوجوانان جهان |                     |                     |                     |                     |                     |                     |                     |                     |                     |                     |                     |                     |
| ۲۰۱۱                  | لیما، پرو           | +۹۴ کیلوگرم         | 154                 | 161                 | 166                 | 2                   | 201                 | 214                 | 214                 | 2                   | 367                 | 2                   |